# SS Conte Verde
O SS Conte Verde foi um transatlântico construído na Itália, ativo no século XX. Foi construído em 1923.

## História
Quatro seleções nacionais foram transportadas para Montevidéu sede da Copa do Mundo de Futebol de 1930, foram:Romênia, Bélgica, França e Brasil. A Equipe romena embarcou em Barcelona, a delegação francesa em Villefranche-sur-Mer e a equipe brasileira embarcou no Rio de Janeiro.

## Fim do Conte Verde
Em 1943, em Xangai, o navio foi afundado pelas forças italianas para impedir a apreensão das forças japonesas, porém elas conseguiram recuperar e rebocaram o navio, porém em 1944 novamente foi afundado pelas forças americanas. Seu navio-irmão foi a SS Conte Rosso.